# Kramkogel
Der Kramkogel (früher auch Zinggenspitz und Zinkenspitz) ist ein 2454 m ü. A. hoher Berg in der Goldberggruppe der Zentralalpen im österreichischen Bundesland Salzburg.

## Lage und Umgebung
Der Gipfel des Kramkogels erhebt sich an der Grenze zwischen den Gemeinden Bad Hofgastein im Osten und Rauris im Westen, sowie zwischen Bernkogel im Norden und Türchlwand im Süden. Im Rauriser Teil gibt es mehrere Almen. Die Kramalm an den nördlichen Hängen gehört zur Ortschaft Marktrevier und die Bockalm, Moosenschusteralm und Stefflalm an den nordöstlichen Hängen gehören zur Ortschaft Vorstandrevier. Einige Bäche haben ihren Ursprung am Kramkogel: der Wiedner Almbach, der in die Rauriser Ache mündende Gaisbach, der Astegg-Graben, der Backalpen-Graben und mehrere weitere Zubringer des Vorsterbachs, der ebenfalls in die Rauriser Ache mündet, sowie ein Zubringer des Luggauer Bachs.
Der Kramkogel zählt zu den 55 Gipfeln des Gasteinertals, für deren vollständige Besteigung der Gasteiner Gipfelkranz vergeben wird, die höchste Klasse der Gasteiner Wandernadeln des Österreichischen Alpenvereins.

## Geologie
Der Gipfelbereich des Kramkogels ist von Marmor, Phyllit und Glimmerschiefer des Tauernfensters (Penninikum) geprägt. An den nördlichen und westlichen Hängen finden sich Prasinit und Amphibolit, an den südöstlichen Hängen Phyllit, Quarzit und Brekzien.

## Fauna und Flora
Am Kramkogel erstrecken sich mehrere Gamswild-Ruhezonen, die von 1. Dezember bis 31. Mai nicht betreten werden dürfen. Am Berg wurden die Käferarten Helophorus schmidti, Ocypus ophthalmicus hypsibatus, Otiorhynchus nodosus und Otiorhynchus subdentatus gefunden.
Westlich des Gipfels wächst Gamsheide (Loiseleuria procumbens), etwas darunter die Rostblättrige Alpenrose (Rhododendron ferrugineum), gefolgt von Grünerlen-Buschwald. Dieser ist auch an den unteren östlichen Hängen zu finden. Zwischen den Gipfeln des Kramkogels und des Hundskopfs gedeihen die Schwarzrandige Schafgarbe (Achillea atrata), die Bittere Schafgarbe (Achillea clavennae), der Tauern-Eisenhut (Aconitum tauricum), der Stumpfblättrige Mannsschild (Androsace obtusifolia), der Gletscher-Tragant (Astragalus frigidus), die Trauer-Segge (Carex atrata), der Zwergstendel (Chamorchis alpina), der Niedrige Schwingel (Festuca quadriflora), der Schnee-Enzian (Gentiana nivalis), die Gämsen-Binse (Juncus jacquinii), das Nacktried (Kobresia myosuroides), der Alpen-Spitzkiel (Oxytropis campestris), das Gestutzte Läusekraut (Pedicularis recutita), das Ähren-Läusekraut (Pedicuaris rostratospicata), die Zwerg-Primel (Primula minima), die Alpen-Soldanelle (Soldanella alpina) und der Berg-Baldrian (Valeriana montana).